# Tertulian Koczorowski
Tertulian Koczorowski herbu Rogala (ur. 20 kwietnia 1795 w Gościeszynie, zm. 22 maja 1847 w Berlinie) – powstaniec listopadowy, ziemianin.
Uczestnik bitwy pod Grochowem, bitwy pod Ostrołęką i bitwy pod Rajgrodem. Uczestnik kampanii litewskiej. Oficer Pułku Jazdy Poznańskiej. 5 września 1831 otrzymał Złoty Krzyż Virtuti Militari.
Właściciel Gościeszyna koło Wolsztyna (do 1843) i Witosławia koło Mroczy.
Jego żoną była Franciszka Bnińska z majętności Gułtowy. Miał czterech synów, Adolfa Koczorowskiego, Kazimierza Koczorowskiego, Franciszka Koczorowskiego i Karola Koczorowskiego oraz dwie córki, Jadwigę z Koczorowskich Skarzyńską oraz Marię z Koczorowskich Zabłocką.